# Minuskel 86
Minuskel 86 (in der Nummerierung nach Gregory-Aland), ε 1030 (von Soden) ist eine griechische Minuskelhandschrift des Neuen Testaments auf 281 Pergamentblättern (24 × 18 cm). Mittels Paläographie wurde das Manuskript auf das 11. oder 12. Jahrhundert datiert. Die Handschrift ist vollständig.

## Beschreibung
Die Handschrift enthält den Text der vier Evangelien. Er wurde einspaltig mit je 22–23 Zeilen geschrieben. Die Handschrift enthält Prolegomena, Eusebische Tabellen, Synaxarion und Bilder.

## Text
Kurt Aland ordnete den griechischen Text des Kodex in keine Kategorie ein.

## Geschichte
Ein Priester Michael kaufte diese Handschrift 1183 in Konstantinopel von einem Priester für den Kaiser Alexius 1I. Komnenos. Sie gehörte zeitweilig der Bibliothek in Buda. Im Jahre 1699 kaufte ihn Carl Rayger, ein Arzt. Zusammen mit dessen Bibliothek wurde er im Jahre 1722 vom Lyzeum in Pressburg (Bratislava) gekauft.
Sie wurde durch Johann Albrecht Bengel untersucht.
Der Kodex befindet sich in der Slowakischen Akademie der Wissenschaften (394 kt) in Bratislava.